# Elizabeth Kemp
Elizabeth Kemp (5 de noviembre de 1951 – 1 de septiembre de 2017) fue una actriz, directora de teatro, y coach de actuación estadounidense.

## Primeros años y educación
Elizabeth Kemp nació el 5 de noviembre de 1951 en Cayo Hueso, Florida, hija de Nancy Jean (Haycock) y Joseph Clifton Kemp, ejecutivo de negocios y oficial de la Armada de los Estados Unidos y piloto de pruebas destinado en el Pentágono.
Kemp demostró su talento como pintora infantil entre los 13–16 años, y se graduó en el instituto con un premio especial por sus logros creativos. A los 16 años solicitó ingresar en la Escuela de Diseño de Rhode Island, pero le dijeron que esperara un año.[cita requerida]
Estudió en la American Academy of Dramatic Arts y en el Actors Studio de la ciudad de Nueva York, bajo la tutela de Lee Strasberg.

## Carrera

### Carrera actoral
Kemp formó parte del reparto original de The Best Little Whorehouse in Texas, que se estrenó en el teatro off-Broadway The Actors Studio[¿cuándo?] antes de trasladarse a Broadway, donde se convirtió en un éxito de larga duración. Su mentor, Elia Kazan, llevó a Tennessee Williams a ver a Kemp en la obra, cuando Williams buscaba una actriz para interpretar a Baby Doll en el estreno mundial de una de sus últimas obras, Tiger Tail. Después de la representación, Williams le dio el papel y ella trabajó estrechamente con él en el desarrollo del personaje. En 1978, apareció en Broadway en un papel secundario en Once in a Lifetime.
Debutó en televisión en la serie Love of Life en 1973.
En 1980, Kemp debutó en el cine en la película de terror He Knows You're Alone, junto a Caitlin O'Heaney y Tom Hanks.

### Dirección
Como director de escena, Kemp fue responsable de numerosas producciones en The Actors Studio, entre ellas The Glass Menagerie, The Beauty Queen of Leenane y el estreno mundial de Free Gift Inside, de Edward Allan Baker. A nivel internacional, Kemp dirigió The Stronger y Homesick en el Strindberg's Intimate Theater de Estocolmo, y Dreamstories en el Claude LeLouch Theatre Cine 13 de París y en La Spazia Teatro de Roma.[cita requerida]

### Enseñanza
Kemp dejó Los Ángeles y regresó a Nueva York, donde realizó diversos trabajos ocasionales, entre ellos servir mesas en un restaurante. Poco después, comenzó a impartir clases de interpretación en el Instituto Strasberg, y luego se convirtió en miembro del cuerpo docente de interpretación—y más tarde, en directora— de The Actors Studio Drama School de la Universidad Pace.
En la Actors Studio Drama School, Kemp fue mentora de actores estudiantes como Bradley Cooper y Poorna Jagannathan. Trabajó en todo el país en el California Actors Theatre de San Francisco, el Alliance Theatre de Atlanta, el Folger Theatre de Washington D. C., el Center Stage de Baltimore y el Walnut Street Theatre de Filadelfia.[cita requerida]
También fue asociada artística y tutora en el 16th Street Actors Studio de Melbourne, Australia.

## Vida personal
Kemp se casó con el actor Michael Margotta en la ciudad de Nueva York en 1984. Se separaron en junio de 1991 y después se divorciaron.

## Muerte
Kemp falleció de cáncer el 1 de septiembre de 2017, en Venice, Los Ángeles, a los 65 años. Recibió varios homenajes públicos de sus antiguos alumnos Bradley Cooper, Hugh Jackman y Lady Gaga.
La película de 2018 A Star Is Born está dedicada a su memoria.[cita requerida]

## Reconocimiento y premios
Kemp se convirtió en miembro vitalicio de The Actors Studio en 1975.
Recibió el premio GLAAD por su trabajo en L.A. Law (1986).[cita requerida]

## Filmografía

### Cine
| Año  | Título                      | Papel              | Notas                              |
| ---- | --------------------------- | ------------------ | ---------------------------------- |
| 1980 | He Knows You're Alone       | Nancy              |                                    |
| 1982 | The Clairvoyant             | Virna Nightbourne  |                                    |
| 1988 | Sticky Fingers              | Nancy              |                                    |
| 1988 | Police Story: Burnout       | Patricia           | Telefilme                          |
| 1990 | Family of Spies             | Kay                |                                    |
| 1990 | Challenger                  | Jane Smith         | Telefilme                          |
| 1991 | Murderous Vision            | Ellen Green        | Telefilme                          |
| 1992 | Mom I Can Do It             | Jane Morris        |                                    |
| 1992 | Venice/Venice               | Entrevistadora     |                                    |
| 1995 | Animal Room                 | madre de Shelly    |                                    |
| 2005 | Pills                       | Margaret Nolan     | Cortometraje                       |
| 2012 | Thanks Dad                  | Mom                | Ganadora: Final 8 "TROPFEST", 2012 |
| 2013 | Manito: Brother's Sacrifice | Lori               | Cortometraje                       |
| 2014 | Welcome to New York         | Florence           |                                    |
| 2015 | Emperor of the Free World   | Olympias           |                                    |
| 2017 | A Crack in Everything       | Constance Marshall |                                    |

### Televisión
| Año       | Título             | Papel                        | Notas                                |
| --------- | ------------------ | ---------------------------- | ------------------------------------ |
| 1973-1977 | Love of Life       | Betsy Crawford               | Series regular                       |
| 1979      | Skyways            | Rosemary                     | Episodio: "Bird Strike"              |
| 1981      | I Can Jump Puddles | Receptionista                | Episodio: "Getting Your Breath"      |
| 1988      | Vietnam War Story  | Lynn                         | Episodio: "Dusk to Dawn"             |
| 1990      | Thirtysomething    | Kate                         | Episodio: "The Distance"             |
| 1990      | Eating             | Nancy                        |                                      |
| 1991      | L.A. Law           | Maggie Barnes                | Episodio: "The Nut Before Christmas" |
| 2001–3    | Law & Order        | Laila Jacobs / Debbie Grimes | Episodios: "School Daze", "Blaze"    |